# 唐人街功夫小子
《唐人街小子》 是1977年張徹導演的香港功夫兼剧情片，由傅声、郭追領銜主演；故事讲述两个到美国的青年，在唐人街发生的一些事情。，影片侧面的反应了当时的童党斗争以及警察腐败。

## 劇情簡介
有两个年轻人，一个是因为退伍后想出国留学所以来到了美国;另外一个是因为被人诬陷，于是只能出国避风头，这个人叫谭东。
而后二人在美国的唐人街一家餐厅里相遇，并成为了朋友。
但是没过多久，他们就和一些黑帮产生了关系，而由于谭东不满黑帮贩卖毒品，于是和另外一个黑帮合作。
然而令谭东没想到的是，和他合作的黑帮居然也贩卖毒品，并且自己的朋友居然也开始接触毒品，于是他便决定亲自去处理这些问题。
在最后，谭东的这个朋友最终戒毒，并且谭东也用自己的方式击败了黑帮，只是由于他曾经也是黑帮的人，所以他最后也被警察抓走了。

## 演员
- 傅声
- 余莎莉
- 邵音音
- 郭追
- 孙建
- 王龙威
- 刘晃世
- 葛萍
- 谭镇渡
- 梁心
- 王清河
- 江生
- 余太平
- 鹿峰
- 王力
- 姜南
- 西瓜刨
- 黄霑
- 卢迪
- 惠英红
- 蔡弘
- 罗莽
- 夏萍
- 甄妮
- 顾冠忠
- 杨志卿
- 陆剑明

## 职员表
- 制作人:方逸华
- 监制:邵逸夫
- 导演:张彻
- 副导演（助理）:杨自吉、叶德申
- 编剧:倪匡、黄沾、张彻
- 动作指导:李家鼎、戴其贤

## 備註
1. ↑  .   [2022-05-16]. （原始内容存档于2010-11-18）.

## 相關連結
- 豆瓣电影上《唐人街功夫小子》的資料 （简体中文）
- 互联网电影数据库（IMDb）上《唐人街功夫小子》的资料（英文）
- 香港影庫上《唐人街功夫小子》的資料（繁體中文）